# Тамил Илам
Тамил Илам (там. தமிழீழம்) назив је фактички независне непризнате тамилске државе која је постојала на североисточном делу Шри Ланке од 1976. до 2009. године. Држава је имала сопствене војне снаге које су се називале Тамилски тигрови, а главни град државе био је Килиночи. Ова тамилска држава је војно поражена и уништена од стране армије Шри Ланке 2009. године, а тамилски лидер Велупилаи Прабхакаран је убијен.

## Галерија
- Тамилски тигрови у Килиночију 2004. године
- Војна парада у Килиночију 2002. године
- Ратни брод тамилских тигрова 2004. године